# بحث سريري
البحث السريري هو فرع من علوم الرعاية الصحية يحدد سلامة وفعالية الأدوية، والأجهزة، ومنتجات التشخيص، وأنظمة العلاج المخصصة للاستخدام البشري.
يمكن استخدامها للوقاية والعلاج والتشخيص أو لتخفيف أعراض المرض. يختلف البحث السريري عن الممارسة السريرية. في الممارسة السريرية، يتم استخدام العلاجات القائمة، بينما يتم جمع أدلة البحوث السريرية لإنشاء علاج.

## نظرة عامة
يشير مصطلح «البحث السريري» إلى المراجع الكاملة لدواء / جهاز / بيولوجي، في الواقع أي مقال يختبر منذ بدايته في المختبر إلى تقديمه إلى الاسواق الاستهلاكية وما بعدها. بمجرد تحديد المرشح الواعد أو الجزيء في المختبر، يتم إخضاعه لدراسات ما قبل السريرية أو دراسات على الحيوانات حيث يتم دراسة جوانب مختلفة من مقال الاختبار (بما في ذلك سمية الأمان إن وجدت وفعاليته، إن أمكن في هذه المرحلة المبكرة).
في الولايات المتحدة، عندما تكون مادة الاختبار غير معتمدة أو لم يتم تصفيتها بعد من قبل إدارة الغذاء والدواء (FDA)أو عند استخدام مقال اختبار معتمد أو تم تصفيته بطريقة قد تزيد بشكل كبير من المخاطر (أو تقلل من مقبولية المخاطر)، يتم تقديم البيانات التي تم الحصول عليها من دراسات ما قبل السريرية أو غيرها من الأدلة الداعمة، ودراسة حالة عن الاستخدام خارج الملصق، وما إلى ذلك لدعم تطبيق الأدوية الجديدة الاستقصائية (IND)إلى إدارة الأغذية والأدوية لمراجعتها قبل إجراء الدراسات التي تتضمن حتى شخص واحد ومقال اختبار إذا كانت النتائج مخصصة لتقديمها أو إخضاعها للفحص من قِبل إدارة الأغذية والأدوية FDA
في أي وقت في المستقبل (في حالة تمت الموافقة على مقال الاختبار بالفعل، إذا كان الغرض منه هو تقديم أو إجراء للتفتيش من قبل إدارة الاغذية والعقاقير لدعم تغيير في وضع العلامات أو الإعلان). عندما يتعلق الأمر بالأجهزة، سيكون التقديم إلى إدارة الغذاء والدواء (FDA)مخصصًا لتطبيق الإعفاء من جهاز الاستقصاء (IDE) إذا كان الجهاز جهازًا ذا مخاطر كبيرة أو لم يتم إعفاؤه بطريقة أو بأخرى من التقديم المسبق إلى إدارة الأغذية والادوية. بالإضافة إلى ذلك، قد يتطلب البحث السريري مجلس المراجعة المؤسسية (IRB)أو مجلس أخلاقيات البحث (REB) وربما مراجعات أخرى من اللجان المؤسسية، ومجلس الخصوصية، ولجنة تضارب المصالح، ولجنة السلامة الإشعاعية، ولجنة أبحاث الأدوية المشعة، وما إلى ذلك الموافقة سواء كان ذلك أم لا، يتطلب البحث تقديم مسبق لإدارة الغذاء والدواء. تعتمد معايير مراجعة الأبحاث السريرية على اللوائح الفيدرالية التي يخضع لها البحث على سبيل المثال، (وزارة الصحة والخدمات البشرية (DHHS) إذا تم تمويلها فيدراليًا، وإدارة الأغذية والأدوية كما تمت مناقشته بالفعل) وستعتمد على اللوائح التي تشترك فيها المؤسسات، بالإضافة إلى إلى أي معايير أكثر صرامة أضافتها المؤسسة ربما استجابة لقوانين / سياسات الدولة أو السياسات المحلية أو توصيات هيئة الاعتماد. هذه الطبقة الإضافية من المراجعة (REB/IRBعلى وجه الخصوص)حاسمة لحماية الأشخاص خاصة عندما تفكر في ذلك كثيرًا يُسمح بإجراء البحث الخاضع للوائح إدارة الأغذية والأدوية الخاصة بالتقديم المسبق، من خلال نفس لوائح إدارة الأغذية والأدوية، بعد 30 يومًا من تقديمها إلى إدارة الأغذية والأدوية ما لم يتم إخضاعها على وجه التحديد من قِبل إدارة الأغذية والأدوية بعدم بدء الدراسة.
غالبًا ما يُجرى البحث السريري في المراكز الطبية الأكاديمية ومواقع الدراسة البحثية التابعة. توفر هذه المراكز والمواقع هيبة المؤسسة الأكاديمية بالإضافة إلى الوصول إلى المناطق الحضرية الكبرى، مما يوفر مجموعة أكبر من المشاركين الطبيين. غالبًا ما يكون لهذه المراكز الطبية الأكاديمية هيئات المراجعة المؤسسية الداخلية التي تشرف على السلوك الأخلاقي للبحث الطبي.
```
يتضمن النظام البيئي للبحث السريري شبكة معقدة من المواقع وشركات الأدوية ومؤسسات البحث الأكاديمي. وقد أدى ذلك إلى مجال متزايد من التقنيات المستخدمة لإدارة البيانات والعوامل التشغيلية للبحث السريري. غالبًا ما يتم دعم إدارة الأبحاث السريرية من خلال الأنظمة الإلكترونية السريرية للمساعدة في أتمتة إدارة وإجراء 
التجارب السريرية
.
في 
الاتحاد الاوروبي
، تعمل وكالة الادوية الأوروبية بطريقة مماثلة للدراسات التي اجريت في منطقتهم. يتم إجراء هذه الدرسات البشرية على اربع مراحل في موضوعات البحث التي تمنح الموافقة للمشاركة في 
التجارب السريرية
.
```

## المراحل
المقال الرئيسي: مراحل التجارب السريرية
يتم تصنيف التجارب السريرية التي تتضمن أدوية جديدة بشكل شائع إلى أربع مراحل. يتم التعامل مع كل مرحلة من مراحل الموافقة على الدواء على أنها تجربة سريرية منفصلة. عادةً ما تمضي عملية تطوير الدواء خلال جميع المراحل الأربع على مدى سنوات عديدة. إذا مر الدواء بنجاح من خلال المراحل الأولى والثانية والثالثة، فسيتم اعتماده عادةً من قبل السلطة التنظيمية الوطنية للاستخدام في عامة السكان. المرحلة الرابعة هي دراسات «ما بعد الموافقة».
تشمل المرحلة الأولى 20 إلى 100 متطوع سليم أو أفراد مصابين بالمرض / الحالة. تستمر هذه الدراسة عادةً لعدة أشهر والغرض منها هو السلامة والجرعة. تتضمن المرحلة الثانية عددًا أكبر من المشاركين الأفراد تتراوح بين 100-300، وتتضمن المرحلة الثالثة ما يقرب من 1000-3000 مشاركًا لجمع المزيد من البيانات حول الدواء. 70٪ من الأدوية تتقدم إلى المرحلة التالية.

## تحديات متعلقة بتطوير أدوية الأطفال
على الرغم من الجهود التنظيمية التي بُذلت في السنوات العشرين الماضية، لا تزال التحديات قائمة في تطوير أدوية الأطفال. لا تزال الأبحاث تركز بشكل أساسي على البالغين، مما يحد من الخيارات المتاحة للأطفال المرضى ويعقد التجارب السريرية. لا يزال وصف الأدوية خارج التسمية الطبية شائعاً، ولا يزال هناك نقص في التركيبات المناسبة للعمر  يتمتع الأطفال بخصائص فسيولوجية ونمائية ونفسية ودوائية معقدة تختلف عن تلك الخاصة بالبالغين، وتختلف هذه الخصائص أيضًا بين حديثي الولادة والمراهقين ,يُعطى الأطفال في بعض الأحيان أدوية غير فعالة أو غير معروفة آثارها الجانبية الضارة.
يمكن تنظيم عمليات التبادل عبر هياكل وشبكات أبحاث الأطفال الموجودة على المستويين الوطني والأوروبي. إن إشراك هذه الهياكل المخصصة لأبحاث الأطفال سيسهل أيضًا إعداد التجارب السريرية وتجنيد المشاركين. كما أن الحاجة إلى أشكال جرعات فموية مناسبة لم تُلبَّ بعد. تتطلب اللوائح الأوروبية المتعلقة بطب الأطفال تقييم فعالية وسلامة جميع الأدوية الجديدة بدءًا من حديثي الولادة وحتى المراهقين.
لكن المشكلة التي لا تزال قائمة هي أن هناك معضلة في إيجاد توازن بين الالتزام بإجراء التجارب لحماية الأطفال من مخاطر استخدام الأدوية غير المختبرة والحاجة إلى حماية الأطفال من المخاطر والأضرار المجهولة التي قد تنشأ عن المشاركة في التجارب